# Jean-Loup Passek
Jean-Loup Passek, né le 29 juillet 1936 à Boulogne-Billancourt et mort le 4 décembre 2016 à Paris 6e,,, est un écrivain et critique de cinéma français.

## Biographie
Jean-Loup Passek a signé de nombreux ouvrages sur le cinéma, notamment les catalogues des expositions du Centre Pompidou, ainsi que le Dictionnaire du cinéma des éditions Larousse.
Il a dirigé la section spectacles des éditions Larousse de 1963 à 1985. À partir de 1973, il a assuré la direction du Festival international du film de La Rochelle. Il devient, en 1978, conseiller et directeur des collections Cinéma Pluriel et Cinéma singulier au Centre national d'art et de culture Georges-Pompidou.
Il a vécu plusieurs années à Melgaço, Portugal, où il a fondé le Musée du cinéma de Melgaço.

## Décoration
- Officier de l'ordre des Arts et des Lettres (1987)[4]

## Publications
- Soixante quinze ans de cinéma, Paris, Fernand Nathan, 1969.
- Vingt ans de cinéma allemand, 1913-1933 (catalogue de l'exposition du Centre Georges Pompidou), ouvrage collectif sous la direction de Jean-Loup Passek, Paris, Éditions du Centre Pompidou, 1978.
- Catalogues des expositions : Le Cinéma danois (Centre Pompidou, 1979), Le Cinéma hongrois (1979), Le Cinéma indien (1983).
- Le Cinéma chinois, ouvrage collectif sous la direction de Marie-Claire Quiquemelle, Geremie Barmé et Jean-Loup Passek, Paris, Éditions du Centre Pompidou, 1985.
- Eva Zaoralova et Jean-Loup Passek, Le Cinéma tchèque et slovaque, Paris, Éditions du Centre Pompidou, coll. Cinéma/pluriel, 1996  (ISBN 2-85850-892-5)
- Dictionnaire du cinéma américain, direction Michel Ciment avec Jean-Loup Passek, Paris, Larousse, 1988  (ISBN 2-03-720036-6).
- Le Cinéma russe et soviétique, Paris, Éditions du Centre Pompidou, 1992  (ISBN 2-864-25026-8).